# Willem Mandigers
Willem Mandigers (Eindhoven, 4 juni 1989) is een Nederlandse darter die uitkomt voor de WDF.

## Carrière
Mandigers won het Turks Open in 2014. Op de Winmau World Masters van 2014 verloor hij in de eerste ronde met 3-1 in sets van Engelsman Robbie Green. Hij kwalificeerde zich voor de BDO World Darts Championship van 2015 door middel van deelname aan de regionale kwalificaties van de WDF. Hij speelde in de voorronde tegen de Zweed Daniel Larsson, waarin hij verloor met 3-1. Tijdens de BDO World Trophy van 2015 verloor Mandigers van Welshman Martin Phillips in de eerste ronde met 6-3. Tijdens de Winmau World Masters van 2015 verloor Mandigers in de eerste ronde van Engelsman Mark McGeeney met 3-0. Hij wist zich tevens te kwalificeren voor de BDO World Darts Championship van 2016, waarin hij het in de eerste ronde opnam tegen tweevoudig wereldkampioen Scott Waites. Deze partij werd door Mandigers verloren met 0-3 in sets. Tijdens de BDO World Darts Championship van 2017 strandde Mandigers al in de voorronde nadat hij met 3-2 verloor van de Pool Krzysztof Ratajski. Op de BDO World Darts Championship van 2018 haalde Mandigers de tweede ronde maar verloor van Wayne Warren met 2-4.

## Resultaten op wereldkampioenschappen

### BDO
- 2015: voorronde (verloren van Daniel Larsson met 1-3)
- 2016: laatste 32 (verloren van Scott Waites met 0-3)
- 2017: voorronde (verloren van Krzysztof Ratajski met 2-3)
- 2018: laatste 16 (verloren van Wayne Warren met 2-4)
- 2019: kwartfinale (verloren van Michael Unterbuchner met 4-5)
- 2020: laatste 32 (verloren van Michael Unterbuchner met 1-3)

### WDF

#### World Cup
- 2017: Halve finale (verloren van Jeff Smith met 1-6)